# Гранит-Фоллс (Вашингтон)
Гранит-Фоллс (англ. Granite Falls) — місто (англ. city) в США, в окрузі Сногоміш штату Вашингтон. Населення — 4450 осіб (2020).

## Географія
Гранит-Фоллс розташований за координатами 48°5′27″ пн. ш. 121°58′13″ зх. д. / 48.09083° пн. ш. 121.97028° зх. д. (48.090839, -121.970406).  За даними Бюро перепису населення США в 2010 році місто мало площу 5,71 км², з яких 5,66 км² — суходіл та 0,05 км² — водойми.

## Демографія
Згідно з переписом 2010 року, у місті мешкали 3364 особи в 1222 домогосподарствах у складі 831 родини. Густота населення становила 589 осіб/км².  Було 1344 помешкання (235/км²).
Расовий склад населення:
| - 87,6 % — білих - 1,5 % — азіатів - 1,2 % — корінних американців - 0,7 % — чорних або афроамериканців - 0,3 % — вихідців з тихоокеанських островів - 3,2 % — осіб інших рас |

До двох чи більше рас належало 5,5 %. Частка іспаномовних становила 7,5 % від усіх жителів.
За віковим діапазоном населення розподілялося таким чином: 29,4 % — особи молодші 18 років, 62,2 % — особи у віці 18—64 років, 8,4 % — особи у віці 65 років та старші. Медіана віку мешканця становила 34,4 року. На 100 осіб жіночої статі у місті припадало 100,7 чоловіків;  на 100 жінок у віці від 18 років та старших — 100,2 чоловіків також старших 18 років.
Середній дохід на одне домашнє господарство  становив 69 140 доларів США (медіана — 58 490), а середній дохід на одну сім'ю — 85 000 доларів (медіана — 64 500). За межею бідності перебувало 7,1 % осіб, у тому числі 14,5 % дітей у віці до 18 років та 7,2 % осіб у віці 65 років та старших.
Цивільне працевлаштоване населення становило 1779 осіб. Основні галузі зайнятості: виробництво — 24,6 %, мистецтво, розваги та відпочинок — 13,1 %, будівництво — 12,5 %.